# Briceida Cuevas
Briceida Cuevas Cob (Tepakán, Calkiní, Campeche, 12 de julio de 1969) es una poeta maya bilingüe, fundadora de la Asociación de Escritores en Lenguas Indígenas de México.

## Biografía
Su vocación poética se afirmó tras formar parte del grupo literario GéNALÍ (Géneros narrativo y lírico) en 1992. De 1992 a 1994, participó en el Taller de poesía en lengua maya de la Casa de Cultura de Calkiní, coordinado por Waldemar Noh Tzec. Fue directora de Formación Profesional y Enseñanza de Lenguas en la Casa de los Escritores en Lenguas Indígenas en México. Becaria del FONCA en el programa de apoyo a Escritores en Lenguas Indígenas en 1996 y 2002 y, en 2010, fue incorporada como Creadora Artística al Sistema Nacional de Creadores de Arte. 
Colaboró, de 2005 a 2008, como asesora lingüista en el Proyecto de elaboración y traducción al maya peninsular de materiales didácticos en el Instituto Estatal de la Educación para los Adultos de Campeche y, de 2008 a 2010, fue responsable del Programa de Alfabetización indígena.
En 2012 fue elegida como miembro correspondiente en la ciudad y puerto de Campeche por la Academia Mexicana de la Lengua.

## Obra

### Antologías

#### Con otros autores
- Flor y canto: cinco poetas indígenas del sur, INI/UNESCO, Tabasco, 1993.
- Tumbén Ik’t’anil ich Maya’ T’an (Poesía contemporánea en lengua maya), España, 1994.
- Las lenguas de América. Recital de poesía, UNAM, La Pluralidad Cultural en México, 2005.
- Voci di Antiche Radiche, dieci poeti indigeni del Méssico, Hammerle/PEN Club, Trieste, Italia, 2005.

#### De su obra
- U yok’ol auat pek’ (El quejido del perro en su existencia), Casa Internacional del Escritor, Quintana Roo, 1995.[10]
- Je’ bix k’in (Como el sol), 1998.[11]
- Tiʹ u billil in nookʹ /Del dobladillo de mi ropa.
- U ts’íibta’al Cháak ( Escribiendo la lluvia), Campeche, 2011.

Entre las temáticas de su poesía se encuentra el tema de la memoria que puede ser apreciado en estos versos:
| Kʼaʼasajeʼ báaxal tuchʼbil juʼun ku xikʼnal. Teech choolik junjumpʼitil, kiʼimak a wóol tu xikʼnal. Ken jach kaʼanchakeʼ ku téepʼel u súumil a kʼajlayeʼ ka kutal a chaʼant u páaykʼabtaʼal tumen náachil. | El recuerdo es un papalote. Poco a poco le sueltas, disfrutas su vuelo. En lo más alto se rompe el hilo de tu memoria y te sientas a presenciar cómo lo posee la distancia. |

## Presentaciones
- 2001: Poesía Étnica, Colombia
- 2001: Biennale Internationale des Poètes, Francia
- 2002: Festival Internacional de Poesía, Holanda
- 2003: XII Festival de Poesía en Medellín[13]